# Laugh-In
Laugh-In (ou en version longue Rowan & Martin's Laugh-In) est une émission de télévision américaine de music-hall et de sketches en 140 épisodes diffusés entre le 22 janvier 1968 et le 12 mars 1973 sur le réseau NBC. Elle est présentée par Dan Rowan et Dick Martin et fait intervenir de nombreux invités comme Chelsea Brown, Johnny Brown, Ruth Buzzi, Judy Carne, Richard Dawson, Moosie Drier, Henry Gibson, Teresa Graves, Goldie Hawn, Arte Johnson, Larry Hovis, Sarah Kennedy, Jeremy Lloyd, Dave Madden, Pigmeat Markham, Gary Owens, Pamela Rodgers, Barbara Sharma, Jud Strunk, Alan Sues, Lily Tomlin, John Wayne, Jo Anne Worley et même le Président des États-Unis de l'époque, Richard Nixon.
L'émission est dans un premier temps diffusée comme un spécial ponctuel le 9 septembre 1967. Elle rencontre un tel succès qu'elle est diffusée tous les lundis à 20 h, remplaçant la série Des agents très spéciaux.
En 2002, Laugh-In se classe à la quarante-deuxième place des 50 meilleures émissions de tous les temps effectués par TV Guide.